# Zdice
Zdice (niem. Zditz) − miasto w Czechach, w kraju środkowoczeskim.
Według danych z 31 grudnia 2003 powierzchnia miasta wynosiła 1 379 ha, a liczba jego mieszkańców 3 816 osób.

## Demografia
| Rok             | 1970  | 1980  | 1991  | 2001  | 2003  |
| --------------- | ----- | ----- | ----- | ----- | ----- |
| Liczba ludności | 3 497 | 4 008 | 3 723 | 3 818 | 3 816 |

Źródło: Czeski Urząd Statystyczny